# Гламоч (громада)
Гламоч (хорв. Općina Glamoč, босн. Opština Glamoč, серб. Општина Гламоч) — боснійська громада, розташована в Герцег-Босанському кантоні Федерації Боснії і Герцеговини. Адміністративним центром є місто Гламоч.
| Боснія і Герцеговина | Це незавершена стаття з географії Боснії і Герцеговини. Ви можете допомогти проєкту, виправивши або дописавши її. |